# Leucania bicolorata
Leucania bicolorata là một loài bướm đêm trong họ Noctuidae.